# Doutor Ulysses
Doutor Ulysses è un comune del Brasile nello Stato del Paraná, parte della mesoregione Metropolitana de Curitiba e della microregione di Cerro Azul. Si trova a 96 km dalla capitale dello Stato Curitiba.